# Escala de Mohs

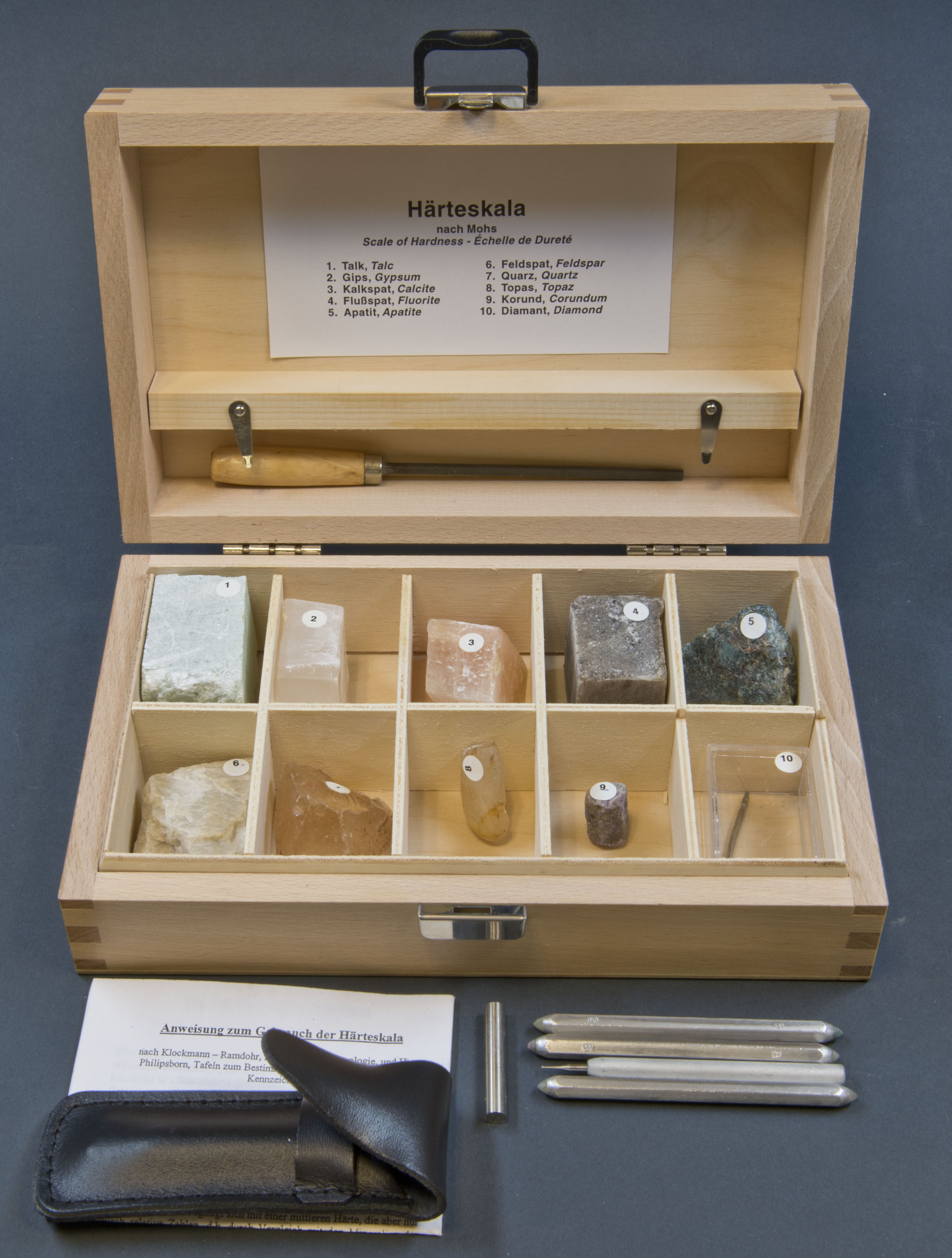
Maletí amb els 10 minerals de l'escala Mohs i els estris necessaris per a determinar la duresa

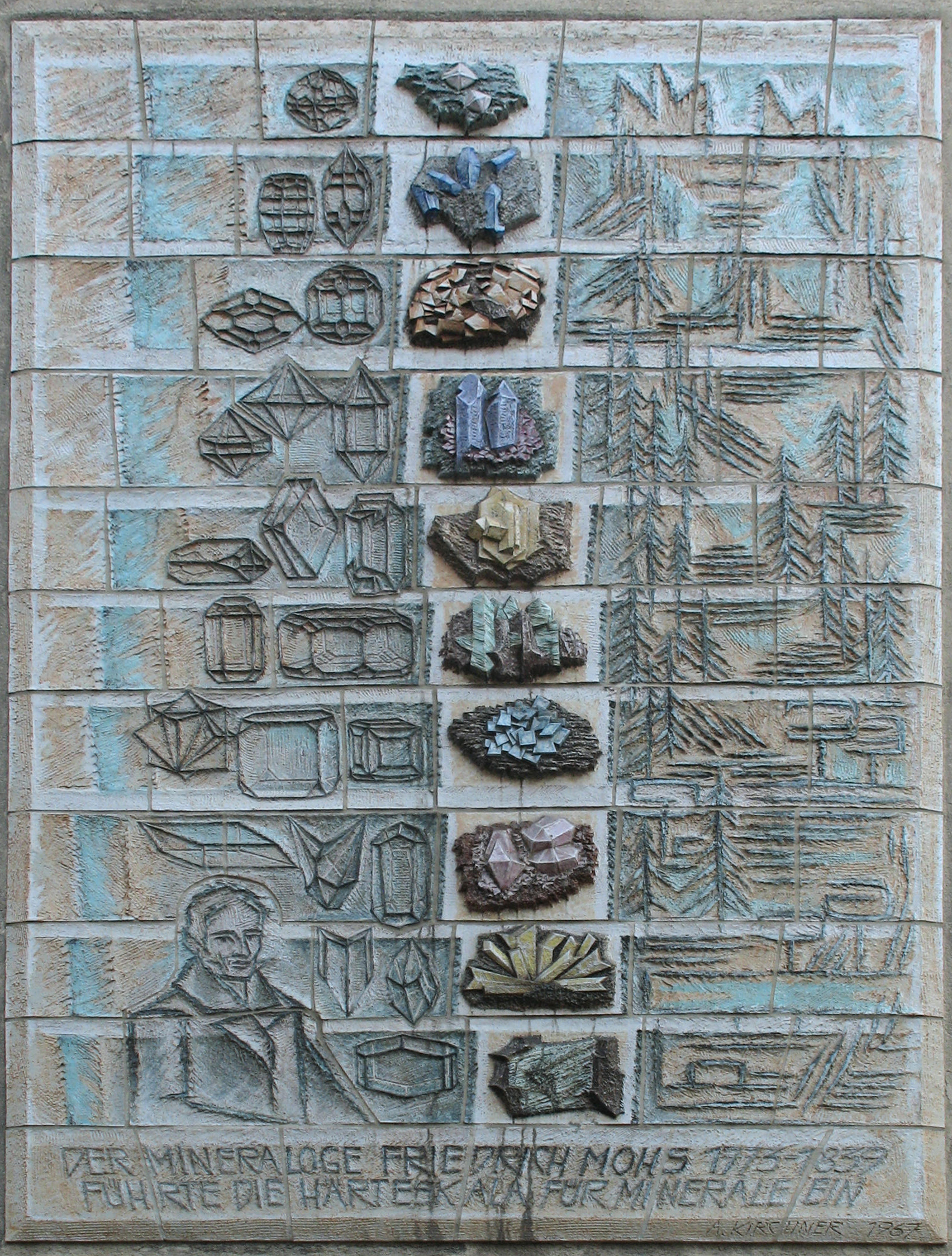
Placa dedicada a la memòria de Friedrich Mohs a Viena

L'escala de Mohs de la duresa de minerals caracteritza la resistència al ratllat de diversos minerals a partir de la capacitat d'un material dur per a ratllar-ne un de més tou. Fou creada el 1812 pel geòleg i mineralogista alemany Friedrich Mohs, i es tracta d'una de les moltes definicions de la duresa en la branca de la ciència de materials. El mètode de comprovar la duresa mirant quins materials poden ratllar-ne d'altres, però, ve de l'antiguitat: fou mencionat per primera vegada per Teofrast en el seu tractat Sobre pedres (ca. 300 aC), seguit per Plini el Vell en la seva Naturalis Historiae (ca. 77 dC). L'escala de Mohs és útil per a la identificació de minerals al camp, però no és un predictor precís de què tan bé resisteixen els materials en un entorn industrial.
En intentar establir comparacions de duresa amb valors absoluts i més precisos, es van crear altres mètodes i escales que, en general, van adoptar el nom del seu creador. Aquest article recull aquestes escales.

## Minerals
L'escala de Mohs de duresa de materials es basa en la capacitat d'una mostra natural de matèria per ratllar-ne una altra. Les mostres de material usades per Mohs són totes minerals, és a dir, substàncies pures que es troben a la natura. Les roques estan formades per un o més minerals. Com que en el moment de dissenyar l'escala el material més dur conegut era el diamant, aquest mineral es troba a dalt de tot d'aquesta. La duresa d'un material es mesura en l'escala buscant el material més dur que el material en qüestió pot ratllar, i/o el material més tou que pot ratllar el material en qüestió. Per exemple, si un material és ratllat per l'apatita però no per la fluorita, la seva duresa en l'escala de Mohs seria d'entre 4 i 5.
«Ratllar» un material a efectes de l'escala de Mohs significa crear dislocacions no elàstiques visibles a simple vista. Amb freqüència, els materials que estan més avall a l'escala de Mohs poden crear dislocacions microscòpiques no elàstiques en materials que tenen un nombre de Mohs més alt. Tot i que aquestes dislocacions microscòpiques són permanents i de vegades perjudicials per a la integritat estructural del material més dur, no es consideren «esgarrapades» per determinar un nombre a l'escala de Mohs.
Cadascun dels deu valors de duresa de l'escala de Mohs està representat per un mineral de referència, la majoria dels quals estan molt estesos a les roques.
L'escala de Mohs és purament ordinal. Per exemple, el corindó (9) és el doble de dur que el topazi (8), però el diamant (10) és quatre vegades més dur que el corindó. La taula a continuació mostra la comparació amb la duresa absoluta mesurada amb un duròmetre acompanyada d'exemples fotogràfics.
| Duresa de Mohs | Mineral  | Fórmula química       | Duresa absoluta | Imatge   |
| -------------- | -------- | --------------------- | --------------- | -------- |
| 1              | Talc     | Mg₃Si₄O10(OH)₂        | 1               | Talc     |
| 2              | Guix     | CaSO₄·2H₂O            | 3               | Guix     |
| 3              | Calcita  | CaCO₃                 | 9               | Calcita  |
| 4              | Fluorita | CaF₂                  | 21              | Fluorita |
| 5              | Apatita  | Ca₅(PO₄)₃(OH–,Cl–,F–) | 48              | Apatita  |
| 6              | Ortosa   | KAlSi₃O₈              | 72              | Ortosa   |
| 7              | Quars    | SiO₂                  | 100             | Quars    |
| 8              | Topazi   | Al₂SiO₄(OH–,F–)₂      | 200             | Topazi   |
| 9              | Corindó  | Al₂O₃                 | 400             | Corindó  |
| 10             | Diamant  | C                     | 1600            | Diamant  |

## Duresa intermèdia
La taula a continuació mostra substàncies addicionals que poden situar-se entre els nivells enters. Alguns tenen una duresa entre dos dels minerals de referència de l'escala de Mohs. A algunes substàncies sòlides que no són minerals se'ls ha assignat una duresa a l'escala de Mohs. No obstant això, si la substància és en realitat una barreja d'altres substàncies, la duresa pot ser difícil de determinar o pot ser enganyosa o no tenir sentit. Per exemple, algunes fonts han assignat una duresa Mohs de 6 o 7 al granit, però es tracta d'una roca formada per diversos minerals, cadascun amb la seva pròpia duresa Mohs (per exemple, el granit ric en topazi conté: topazi —duresa 8 —, quars —duresa 7—, feldespat ortoclasa —duresa 6—, feldespat plagioclasa —duresa 6 a 6,5—, mica —duresa 2 a 4—).
| Duresa  | Substància o mineral                                                          |
| ------- | ----------------------------------------------------------------------------- |
| 0,2–0,3 | cesi, rubidi                                                                  |
| 0,5–0,6 | liti, sodi, potassi                                                           |
| 1       | talc                                                                          |
| 1,5     | gal·li, estronci, indi, estany, bari, tal·li, plom, grafit                    |
| 2       | nitrur de bor hexagonal, calci, seleni, cadmi, sofre, tel·luri, bismut        |
| 2,5 a 3 | magnesi, or, argent, alumini, zinc, lantani, ceri, lignit, ungla,             |
| 3       | calcita, coure, arsènic, antimoni, tori, dentina, guix                        |
| 4       | fluorita, ferro, níquel                                                       |
| 4 a 4,5 | platí, acer                                                                   |
| 5       | apatita, cobalt, zirconi, pal·ladi, esmalt dental, obsidiana (vidre volcànic) |
| 5,5     | beril·li, molibdè, hafni                                                      |
| 6       | ortosa, titani, manganès, germani, niobi, rodi, urani                         |
| 6 a 7   | vidre, vidre de quars, pirita, silici, ruteni, iridi, tàntal, òpal            |
| 7       | osmi, quars, reni, vanadi, sílex                                              |
| 7,5 a 8 | maragda, acer endurit, tungstè, espinel·la                                    |
| 8       | topazi, zircònia cúbica, acer endurit                                         |
| 8,5     | crisoberil, crom, nitrur de silici, carbur de tàntal                          |
| 9–9,5   | corindó, carbur de silici, carbur de tungstè, carbur de titani                |
| 9,5–10  | bor, nitrur de bor, diborur de reni, stishovita, diborur de titani            |
| 10      | diamant                                                                       |
| >10     | diamant nanocristal·lí (hiperdiamant, ful·lerita ultradura)                   |

El 16 d'agost de 2011, investigadors de la Carnegie Institute of Technology van trobar un al·lòtrop del carboni, més dur que el diamant, capaç de mantenir-se estable en condicions normals, encara que s'obtenia a partir d'un material format per esferes de carboni-60, sotmetent-lo a una pressió de 320.000 atm.

## Comparació amb la duresa de Vickers
A continuació es mostra una comparació entre les dureses de Mohs i de Vickers.
| Mineral       | Duresa de Mohs | Duresa de Vickers kg/mm² |
| ------------- | -------------- | ------------------------ |
| Grafit        | 1–2            | VHN10=7–11               |
| Estany        | 1½             | VHN10=7–9                |
| Bismut        | 2–2½           | VHN100=16–18             |
| Or            | 2½             | VHN10=30–34              |
| Argent        | 2½             | VHN100=61–65             |
| Calcocita     | 2½–3           | VHN100=84–87             |
| Coure         | 2½–3           | VHN100=77–99             |
| Galena        | 2½             | VHN100=79–104            |
| Esfalerita    | 3½–4           | VHN100=208–224           |
| Heazlewoodita | 4              | VHN100=230–254           |
| Carrolita     | 4½–5½          | VHN100=507–586           |
| Goethita      | 5–5½           | VHN100=667               |
| Hematita      | 5–6            | VHN100=1.000–1.100       |
| Cromita       | 5½             | VHN100=1.278–1.456       |
| Anatasa       | 5½–6           | VHN100=616–698           |
| Rutil         | 6–6½           | VHN100=894–974           |
| Pirita        | 6–6½           | VHN100=1.505–1.520       |
| Bowieita      | 7              | VHN100=858–1.288         |
| Euclasi       | 7½             | VHN100=1.310             |
| Crom          | 8½             | VHN100=1.875–2.000       |

## Escala de Rosiwal
L′escala de Rosiwal deu el seu nom al geòleg austríac August Karl Rosiwal. L'escala Rosiwal basa la seva medició en valors absoluts, a diferència de l′escala de Mohs els valors relatius dels quals són més apropiats per a la investigació de camp (in situ).

### Taul de valors Rosiwal
| Valor MOHS | Mineral   | Valor ROSIWAL | Valor ROSIWAL | Valor ROSIWAL | Valor ROSIWAL | Valor ROSIWAL | Valor ROSIWAL | Valor ROSIWAL | Composició química    |
| Duresa     | Mineral   | 1             | 10            | 100           | 1000          | 10000         | 100000        | 1000000       | Composició química    |
| ---------- | --------- | ------------- | ------------- | ------------- | ------------- | ------------- | ------------- | ------------- | --------------------- |
| 1          | Talc      | ####          |               |               |               |               |               |               | Mg3Si4O10(OH)2        |
| 2          | Guix      | #######       | #             |               |               |               |               |               | CaSO4·2H2O            |
| 3          | Calcita   | #######       | #####         |               |               |               |               |               | CaCO3                 |
| 4          | Fluorita  | #######       | #####         |               |               |               |               |               | CaF2                  |
| 5          | Apatita   | #######       | ######        |               |               |               |               |               | Ca5(PO4)3(OH−,Cl−,F−) |
| 6          | Ortoclasa | #######       | #######       | ####          |               |               |               |               | KAlSi3O8              |
| 7          | Quars     | #######       | #######       | #######       | #             |               |               |               | SiO2                  |
| 8          | Topazi    | #######       | #######       | #######       | ###           |               |               |               | Al2SiO4(OH−,F−)2      |
| 9          | Corindó   | #######       | #######       | #######       | #######       |               |               |               | Al2O3                 |
| 10         | Diamant   | #######       | #######       | #######       | #######       | #######       | #######       | ##            | C                     |

Mesura en escala absoluta la duresa dels minerals. S'expressa com la resistència a l'abrasió mesurada en proves de laboratori prenent com a base el corindó amb un valor de 1000.

Comparació entre les escales de Mohs i de Knoop

## Escala de Knoop
El test de duresa de Knoop (pronunciat ku-nūp) és una prova de microduresa, un examen realitzat per determinar la duresa mecànica especialment de materials molt trencadissos o làmines fines, on només es poden fer esquerdes petites per realitzar l'assaig.
La prova va ser desenvolupada per Frederick Knoop i els seus col·legues de l'National Bureau of Standards (actualment National Institute of Standards and Technology) dels Estats Units en 1939, i va ser definit per l'estàndard de l'ASTM D1474.